# Franz Becker (Fußballspieler, 1918)
Franz Becker (* 1. März 1918 in Köln; † 26. Mai 1965 ebenda) war ein deutscher Fußballspieler.

## Leben
Heimatverein von Franz Becker war der VfR Köln 04 rrh., mit dem er bereits in der Saison 1936/1937 in der deutschen Meisterschafts-Endrunde stand (3 Einsätze in der Startelf, 1 Tor). Ab 1947 spielte er mit den Höhenbergern in der Oberliga West und absolvierte 18 Spiele. 1948 stieg er mit dem VfR aus der Liga ab. Drei Jahre später wechselte er zum Beginn der Saison 1950/51 zum 1. FC Köln. In der Oberliga West würde er in seiner ersten Saison beim FC nur in 5 Spielen eingesetzt. 1952/53 kam er, wie auch in der Folgesaison, auf 10 Ligaspiele und absolvierte 2 Spiele in der deutschen Meisterschafts-Endrunde.
Insgesamt absolvierte er für die beiden Kölner Vereine über 40 Spiele in der Oberliga West und wurde auch im DFB-Pokal eingesetzt. Nach der Saison 1953/54 beendete er seine aktive Laufbahn.